# Mart Siimer
Mart Siimer (* 27. Oktober 1967 in Tallinn) ist ein estnischer Komponist.

## Leben
Siimer begann bereits als Schüler der Kindermusikschule von Tallinn unter Anleitung von Anne Metsala zu komponieren und spielte ab dem zwölften Lebensjahr Orgel. Am Musikgymnasium von Tallinn studierte er Klavier bei Laine Mets und Komposition bei Eino Tamberg. Neben einem Mathematikstudium an der Universität Tartu setzte er von 1986 bis 1990 seine Ausbildung bei Tamberg an der Estnischen Musikakademie fort.
1992/93 vervollkommnete er seine Ausbildung an der Norwegischen Musikhochschule in Oslo bei Bjørn Howard Kruse. Daran schloss sich von 1996 bis 1998 ein Masterstudium bei Christopher Rouse, James Willey und Augusta Read Thomas an der Eastman School of Music in Rochester (New York) an. 2004 legte er an der Estnischen Musikakademie seine Dissertation über Olivier Messiaen vor.
Siimer unterrichtete u. a. am Estnischen Musikgymnasium (1992/93) und dem Konservatorium (1994–96) von Tallinn. 1998/99 war er Dozent für Komposition und Musiktheorie an der privaten Universidad Javeriana in Kolumbien. Seit 1999 unterrichtet er an der Estnischen Musik- und Theaterakademie. Daneben wirkte er als Musikkritiker, Herausgeber der Zeitschrift Teater. Muusika. Kino, Mitarbeiter des estnischen Theater- und Musikmuseums (1993 bis 1996) und von 1988 bis 2004 mit Unterbrechungen Organist an der Kirche St. Peter und Paul in der estnischen Hauptstadt.

## Kompositionen
Neben Chormusik komponierte Siimer sinfonischen Werke, Kammermusik und Stücke für Soloinstrumente. 1988 erhielt er den ersten Preis beim Wettbewerb junger sowjetischer Komponisten in Moskau in der Kategorie Chormusik, 1992 den zweiten Preis beim Wettbewerb für geistliche Chorwerke in Amiens.
Chorwerke von ihm wurden u. a. beim Songbridge Festival in Neufundland (2003), beim Arvo Pärt Festival in Groningen und beim Songfest Sydänten Laulusilta im finnischen Pori 2007 aufgeführt.

## Quelle
- Estonian Music Information Centre - Mart Siimer

| Personendaten    | Personendaten        |
| ---------------- | -------------------- |
| NAME             | Siimer, Mart         |
| KURZBESCHREIBUNG | estnischer Komponist |
| GEBURTSDATUM     | 27. Oktober 1967     |
| GEBURTSORT       | Tallinn              |